# الفوائد المنتخبات في شرح أخصر المختصرات
الفوائد المنتخبات في شرح أخصر المختصرات هو كتاب شرح لأخصر المختصرات من تأليف عثمان بن جامع (غير معروف – 1240هـ / 1824م).

## المؤلف
هو الشيخ عثمان بن عبد الله بن جمعة بن جامع بن عبد ربه الأنصاري الخزرجي النجدي ثم البحريني ثم الزبيري الحنبلي المعروف اختصارًا بـ عثمان بن جامع، لا يُعرف تاريخ ومكان ولادته ولكن يُرجِّح الباحث عبد السلام بن برجس آل عبد الكريم أن ابن جامع وُلد بإقليم البحرين في الأحساء بحكم انتسابه إليها وتتلمذه على مشايخها، أخذ الفقه من محمد بن فيروز ولازمه ملازمة شديدة حتى عُرف بتتلمذه عليه، ورحل إلى علماء مكة والمدينة لتعلم الفقه والمواريث والحساب والأدب، تولَّى القضاء بالبحرين والزبير، وتولَّى الإفتاء والتدريس بالبحرين، وتولَّى الإمامة والخطابة بالزبير في جامع النجادة، تُوفِي ابن جامع بالبحرين في سنة 1240هـ/1824م، وصنَّف كتابًا واحدًا فقط وهو شرح أخصر المختصرات وسماه: الفوائد المنتخبات في شرح أخصر المختصرات.

## المخطوطات
للكتاب نسخة خطية كتبها ابن جامع في المبرز وانتهى منها في يوم الجمعة من ذي الحجة لسنة 1224هـ، وكانت النسخة محفوظة في مكتب عبد الله بن خلف الدحيان، ثم نُقلت إلى قسم الموسوعة الفقهية التابع لوزارة الأوقاف والشؤون الإسلامية في الكويت ومسجلة برقم: 39 وعدد أوراقها: 375 وعدد أسطرها: 25.

## الطبعات
للكتاب طبعات عديدة ومن أبرزها طبعة مؤسسة الرسالة وأصدرتها الدار في سنة 1424هـ/2003م على أربعة مجلدات بتحقيق عبد السلام بن برجس آل عبد الكريم وعبد الله بن محمد بن ناصر البشر وحقَّق عبد السلام آل عبد الكريم النصف الأول من الكتاب من أوله إلى باب الهبة والذي يُشكِّل أول مجلدين من طبعة مؤسسة الرسالة، في حين حقَّق عبد الله البشر النصف الآخر من الكتاب من كتاب الوصايا إلى آخر الكتاب والذي يُشكِّل آخر مجلدين من الطبعة، واعتمد المحققان على مخطوطة الموسوعة الفقهية في الكويت، وعمل المحققان على تحقيقها لنيل درجة الدكتوراه من المعهد العالي للقضاء التابع لجامعة الإمام محمد بن سعود الإسلامية.

## ثناء العلماء عليه
- قال محمد بن عبد الله الفيروز (ت 1216هـ): «شرح أخصر المختصرات للشيخ البلباني شرحًا مبسوطًا، وجمع من الفوائد زبدة كتب المذهب».[14]
- قال عثمان بن سند (ت 1242هـ): «شرح أخصر المختصرات في المذهب، شرحًا أبان عن فضله وأعرب».[4]
- قال محمد بن عبد الله بن حميد (ت 1295هـ): «صنَّف "شرح أخصر المختصرات" شرحًا مبسوطًا نحو ستّين كرَّاسًا، جمع فيه جمعًا غريبًا».[3]
- قال ابن ضويان (ت 1353هـ): «شرح أخصر المختصرات مجلد ضخم».[15]
- قال صالح الفوزان: «شرحٌ لا بأس به».[16]

### فهرس المراجع
1. ↑  ابن جامع (2003)، ج. 3، ص. 23.
2. ↑  ابن جامع (2003)، ج. 1، ص. 7.
3. 1 2 3  ابن حميد (1996)، ج. 2، ص. 702.
4. 1 2  البصري (1897)، ص. 60.
5. ↑  [أ] البصري (1897)، ص. 60.
[ب] ابن حميد (1996)، ج. 2، ص. 702.
6. 1 2  البسام (1998)، ج. 5، ص. 112.
7. ↑  ابن جامع (2003)، ج. 3، ص. 39.
8. ↑  ابن جامع (2003)، ج. 3، ص. 44–45.
9. ↑  ابن جامع (2003)، ج. 1، ص. 20.
10. ↑  التركي (2002)، ج. 2، ص. 556.
11. ↑  ابن جامع (2003)، ج. 1، ص. 3.
12. ↑  [أ] ابن جامع (2003)، ج. 1، ص. 19–20.
[ب] ابن جامع (2003)، ج. 3، ص. 44.
13. ↑  القاسم (2000)، ص. 460.
14. ↑  البسام (1998)، ج. 5، ص. 110.
15. ↑  ابن ضويان (1997)، ص. 362.
16. ↑  الفوزان (2013)، ج. 1، ص. 9.

### بيانات المراجع (مُرتَّبة حسب تاريخ النشر)
- عثمان بن سند (1897)، هذا كتاب سبايك العسجد في اخبار أحمد نجل رزق الأسعد، مومباي: مطبعة البيان، LCCN:2018386136، OCLC:1102605524، QID:Q135678864
- محمد بن عبد الله بن حميد (1996)، السحب الوابلة على ضرائح الحنابلة، تحقيق: عبد الرحمن العثيمين، بكر بن عبد الله أبو زيد (ط. 1)، بيروت: مؤسسة الرسالة، OCLC:34604668، OL:53036565M، QID:Q116984045
- ابن ضويان (1997)، رفع النقاب عن تراجم الأصحاب، تحقيق: عمر بن غرامة العمروي (ط. 1)، بيروت: دار الفكر للطباعة والنشر والتوزيع، LCCN:98963161، OCLC:39134120، OL:23568634M، QID:Q132438695{{استشهاد}}:  صيانة الاستشهاد: ref duplicates default (link)
- عبد الله البسام (1998)، علماء نجد خلال ثمانية قرون (ط. 2)، الرياض: دار العاصمة، OCLC:4770437208، QID:Q120692979
- عبد العزيز بن إبراهيم بن قاسم (2000). الدليل إلى المتون العلمية (ط. 1). الرياض: دار الصميعي. ISBN:9960-36-159-4. LCCN:99901355. OCLC:45586282. OL:13210268M. QID:Q133802866.
- عبد الله بن عبد المحسن التركي (2002)، المذهب الحنبلي: دراسة في تاريخه وسماته وأشهر أعلامه ومؤلفاته، بيروت: مؤسسة الرسالة، QID:Q125915521
- عثمان بن جامع (2003). الفوائد المنتخبات في شرح أخصر المختصرات. تحقيق: عبد السلام بن برجس آل عبد الكريم، عبد الله بن محمد بن ناصر البشر (ط. 1). بيروت: مؤسسة الرسالة. ISBN:9953-4-0144-6. OCLC:53857277. OL:19299044M. QID:Q131580067.
- صالح الفوزان (2013). إيضاح العبارات في شرح أخصر المختصرات على مذهب الإمام أحمد بن حنبل. تحقيق: سلمان بن جابر عثمان المجلهم السويلم (ط. 1). الكويت: مكتبة الإمام الذهبي. ISBN:978-603-00-9558-2. OCLC:967518802. QID:Q133176921.

## وصلات خارجية
- الفوائد المنتخبات في شرح أخصر المختصرات على موقع المكتبة المفتوحة (الإنجليزية)